# Atentado contra la casa cuartel de Vich
El atentado contra la casa cuartel de Vic se produjo el 29 de mayo de 1991 en Vic (Barcelona) España y fue perpetrado por la organización terrorista ETA. Consistió en la explosión de un coche bomba con unos 200 kg de amonal introducido en la casa cuartel de la Guardia Civil de la localidad, ocasionando 10 muertos (cinco de ellos menores) y 44 heridos, la mayoría de ellos civiles.
Según todos los indicios, el atentado respondió a una consigna de la dirección de la banda para perpetrar importantes matanzas en Cataluña, en el punto de mira internacional con motivo de la organización, justo un año después, de los Juegos Olímpicos de Barcelona. Unos meses antes, el mismo Comando Barcelona había asesinado a seis policías en Sabadell.
Al día siguiente del suceso, las investigaciones policiales condujeron a la localización de los autores del atentado en la localidad de Llissá de Munt, produciéndose un enfrentamiento que derivó en la muerte de dos de los tres integrantes del comando en el tiroteo.

## El atentado

### Antecedentes
El atentado de Vic se produjo en un año (1991) especialmente sangriento por los atentados de ETA, en el que asesinó a 46 personas. El antecedente directo en la provincia de Barcelona fue otro atentado en Sabadell (Barcelona) en diciembre de 1990 en el que perecieron seis policías. La celebración al año siguiente de los Juegos Olímpicos de Barcelona en la ciudad condal puso esta ciudad en el punto de mira de la organización terrorista. Según algunas informaciones, la cadena de atentados respondía a una consigna de la dirección de la banda para perpetrar importantes matanzas en Cataluña.
El precedente similar más sangriento hasta entonces había sido el atentado contra la casa cuartel de Zaragoza, el 11 de diciembre de 1987, en el que ETA causó 11 víctimas mortales.

### Objetivo
La casa cuartel de la Guardia Civil era un edificio de tres plantas situado en Vic (Barcelona), capital de la comarca de Osona, de unos 30.000 habitantes y situada a 70 km de Barcelona. En ella residían 14 guardias con sus respectivas mujeres y un total de veintidós niños. Colindante al mismo se encontraba el Colegio del Sagrado Corazón.

### Hechos

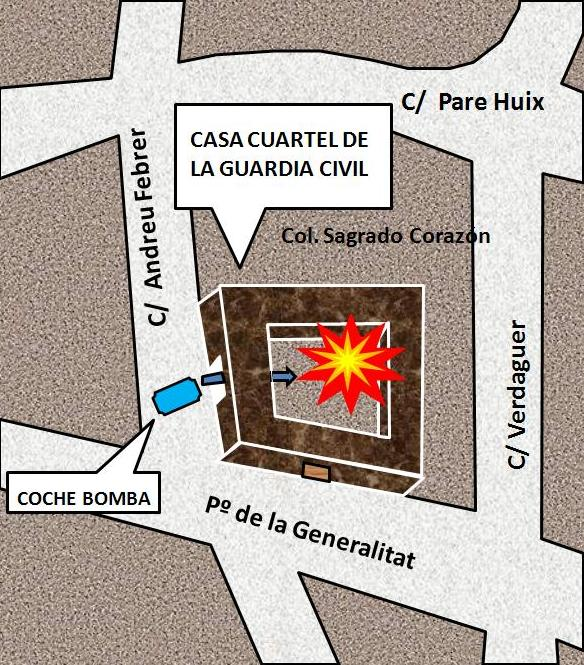
Croquis de situación de la casa cuartel de Vic y de la zona por la que fue empujado el coche bomba para explosionar en el patio central del edificio.

Según la declaración ante el juez de Juan José Zubieta Zubeldia (integrante junto con Jon Félix Erezuma y Joan Carles Monteagudo del Comando Barcelona de ETA), el día del atentado él y Monteagudo se dirigieron a Vich en un Renault 11, mientras que Erezuma lo hizo con otro vehículo de igual modelo pero ya equipado con los explosivos. Sobre las siete de la tarde, aprovechando que las puertas del patio interior estaban abiertas, dirigieron el coche-bomba hacia el interior del cuartel, deslizándolo por la rampa de entrada del mismo. Cuando el vehículo se encontraba en el centro del patio, Monteagudo detonó el explosivo por control remoto, provocando la explosión. Posteriormente, emprendieron la huida en el otro vehículo, que cambiaron por una furgoneta Citroën C15 para no levantar sospechas y poder trasladarse a su refugio.
El artefacto estaba compuesto por 12 bombonas de butano rellenas con 18 kg de amonal cada una, un total de 216 kg. En el momento de la explosión, la mayor parte de los guardias se encontraban dando cobertura a una competición deportiva, por lo que en el cuartel había sobre todo mujeres y niños, muchos de estos jugando en el patio del mismo. Como consecuencia de la explosión, las tres plantas del edificio se derrumbaron, quedando solo en pie la fachada. Además, la onda expansiva rompió cristales en pisos situados a más de 500 m, y afectó a unos 50 inmuebles en el paseo de la Generalidad en que se encontraba el cuartel. Tras los primeros momentos de confusión, comenzaron a llegar al lugar los equipos de salvamento, bomberos y ambulancias, que comenzaron el levantamiento de escombros y el auxilio a los heridos, cifrados en un primer balance en más de 50, la mayoría niños. El trasiego de ambulancias, bomberos y policía originó un auténtico caos circulatorio en la ciudad. Por la noche, continuaban los trabajos de rescate, que incluían perros policía adiestrados  para el rescate y grúas, habiéndose encontrado hasta entonces siete víctimas, entre ellas tres niñas de 8, 10 y 11 años que se encontraban jugando en el patio, y un guardia civil que se encontraba asistiendo a los heridos cuando fue atropellado mortalmente por una ambulancia. En las tareas de desescombro participaron también muchos voluntarios llegados al lugar del suceso.
Colindante al cuartel, se encontraba el Colegio del Sagrado Corazón, en cuyo patio, según declaraciones de una monja que presenció la explosión, se encontraban jugando unos 50 niños que habían finalizado las clases. El colegio sufrió también importantes daños a causa de la explosión.
Al día siguiente por la mañana se confirmó oficialmente el fallecimiento de diez personas, y 44 heridos de diversa consideración, incluidos cinco con pronóstico reservado y una niña de 8 años que sufrió la amputación de una pierna.

### Víctimas

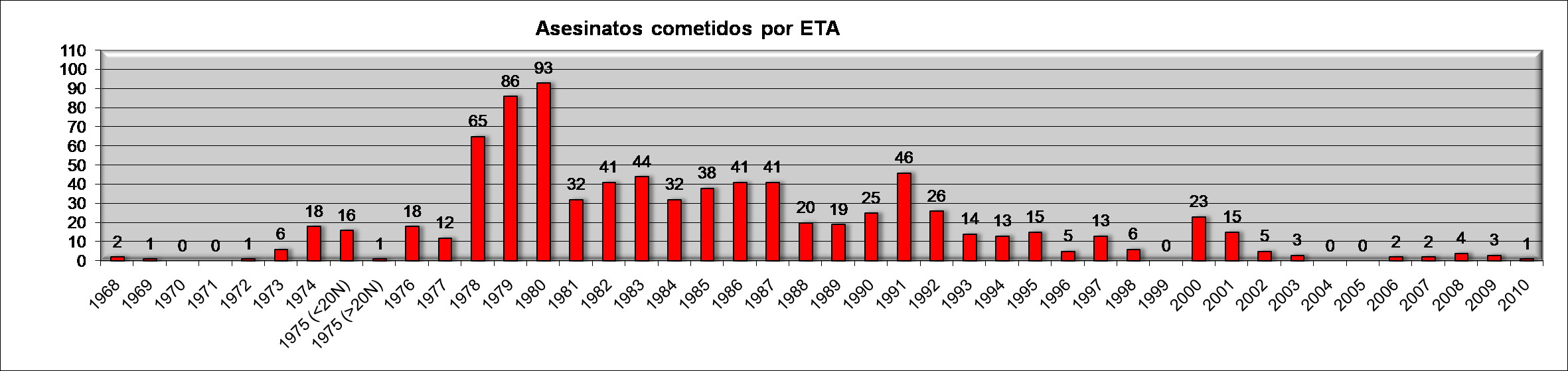
Evolución del número de asesinatos cometidos por ETA desde 1968. Obsérvese que en 1991 la organización terrorista acabó con la vida de 46 personas, 10 de ellas en la masacre de Vic

Entre las víctimas de la explosión se encontraban guardias civiles y familiares que residían en el interior de la casa-cuartel. La lista oficial de fallecidos es la siguiente:
- Juan Salas Píriz, guardia civil de 48 años de edad.
- Maudilia Duque Durán, de 78 y suegra del anterior.
- Juan Chincoa Alés, guardia civil de 30 años.
- Nuria Ribó Parera, de 21 y esposa del anterior.
- Rosa María Rosas Muñoz, de 14 años.
- Francisco Cipriano Díaz Sánchez, de 17 años.
- Vanesa Ruiz Lara, de 11 años.
- Ana Cristina Porras López, de 10 años.
- María Pilar Quesada Araque de 8 años de edad.

También se produjo otro fallecimiento que no fue causado directamente por la explosión:
- Ramón Mayo García, guardia civil en la reserva que se encontraba prestando ayuda a los heridos cuando fue atropellado mortalmente por una ambulancia. Es considerado la décima víctima de la matanza.[10]

## Responsables

### Comando Barcelona

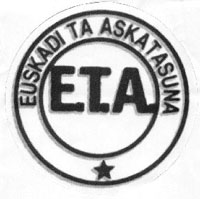
Sello de ETA.

La infraestructura de ETA le permitió durante los años 80 y 90 la permanencia de un comando estable en Cataluña, el Comando Barcelona, autor entre otros del atentado de Sabadell (Barcelona) en diciembre de 1990 que se saldó con la muerte de seis policías. Sus integrantes, aunque su composición pudo variar, fueron Jon Félix Erezuma Uriarte, Joan Carles Monteagudo Povo (exmiembro de Terra Lliure) y Juan José Zubieta Zubeldia.
Joan Carles Monteagudo había nacido en 1960, y según la policía, tras su salida de Terra Lliure era el responsable de la reorganización del Comando Barcelona. Juan Félix Erezuma Uriarte (Guernica y Luno (Vizcaya), 1963), era miembro de ETA desde 1988, y Juan José Zubieta Zubeldia, nacido en Lecumberri (Navarra), en 1965, fue integrante del Comando Nafarroa hasta la desarticulación del mismo en que huyó a Francia.
En 1988 la policía estuvo a punto de detenerles tras localizar una vivienda en la que escondían 133 kg de amonal, y en agosto de 1990, tras ser localizados con un vehículo con 30 kg del mismo explosivo, volvieron a lograr escapar.

### Localización
Tras producirse el atentado de Vic, las Fuerzas y Cuerpos de Seguridad del Estado pusieron en marcha un dispositivo destinado a la localización del comando. Las carreteras de acceso fueron interceptadas por controles policiales, que se sucedían cada
20 km, al tiempo que varios helicópteros sobrevolaban la zona.
Esta investigación culminó con la localización de los tres integrantes del grupo, que se encontraban en un chalet en la localidad de Llissá de Munt (Barcelona), a 42 km de Vic. La pista que condujo a las Fuerzas de Seguridad hasta el escondite fue el uso que hicieron para escapar de una furgoneta que era propiedad de una colaboradora a quien se seguía la pista.
Cuando los miembros de la Unidad Especial de Intervención de la Guardia Civil intentaron detener a los terroristas, estos se negaron a entregarse y respondieron con disparos, con lo que se produjo un tiroteo en el que resultaron muertos Erezuma y Monteagudo, y fue detenido Zubieta, que no opuso resistencia, con lo que el comando quedó desarticulado. La declaración de Zubieta (que fue condenado a 1.311 años de prisión) ante el juez resultó crucial para el esclarecimiento de los hechos. En el enfrentamiento también resultó herido un guardia civil, que fue alcanzado por un disparo en un brazo, siendo trasladado a un hospital de Granollers (Barcelona).
Además, se produjo la detención de otras tres personas que prestaron apoyo logístico a los anteriores, incluida la propietaria de la furgoneta con que se dieron a la fuga.
El ministro del Interior, José Luis Corcuera, compareció a petición propia ante el Congreso de los Diputados el 6 de junio siguiente para explicar cómo se desarrolló la captura.
Primero explicó el desarrollo de la investigación:

Las primeras investigaciones efectuadas evidencian que el Renault-11 portaba placas de matrícula que no correspondían al citado modelo y que la furgoneta Citroen C-15 estaba registrada a nombre de Pilar Ferreiro Bravo, con domicilio en Moncada.(...) Es a través de la documentación hallada en poder de Pilar Ferreiro lo que permite confirmar con toda celeridad las investigaciones que dan como resultado la localización de una torre alquilada en la localidad de Lliçà de Munt.

Y a continuación procedió a dar la versión oficial de la detención:

Un equipo procedió a la detención de Juan José Zubieta Zubedia que se encontraba en el jardín; no iba armado pero se resistió y tuvo que ser reducido por la fuerza. Desde el interior del inmueble y a través de una ventana que daba al jardín, Juan Félix Erezuma Uriarte abrió fuego contra los miembros de la Guardia Civil: fueron entre tres y cinco disparos los efectuados por el mismo, sin que puedan los agentes precisar el número exacto habida cuenta de que se efectuaron con un subfusil, si bien ello quedará claro una vez concluida la investigación judicial que se está llevando a cabo. Otro equipo que había forzado la puerta sorprendió a Juan Félix Erezuma Uriarte en el lugar donde había producido los disparos subiendo las escaleras que conducen desde el comedor de la planta baja a la parte superior del inmueble; llevaba un subfusil Uzi con el que apuntó a los agentes. Se hizo un solo disparo contra él, siendo alcanzado por el mismo y resultando herido de gravedad. Otro equipo, al entrar en el garaje posterior de la torre, encontró en el mismo a Juan Carlos Monteagudo Povo con una pistola que, agarrada con las dos manos, les apuntaba; se hicieron dos disparos contra él que le alcanzaron causándole heridas muy graves. Como consecuencia de los forcejeos habidos y de la propia intervención, dos miembros de la Guardia Civil resultaron heridos. Evacuados inmediatamente a la Policlínica de Granollers, Juan Carlos Monteagudo Povo ingresó cadáver y Juan Félix Erezuma Uriarte, tras ser intervenido quirúrgicamente, falleció cuando era traslado al Hospital Clínico de Barcelona.

### Juicio
El único terrorista juzgado -en mayo de 1993- por el atentado fue Juan José Zubieta, que contaba 25 años en el momento de su detención, y era exintegrante del Comando Nafarroa de ETA. Su declaración permitió desvelar cómo se organizó y ejecutó el atentado. Durante su juicio, y ante la pregunta de José Mª Fuster-Fabra, abogado de la acusación de "si no vio a los niños jugar segundos antes de lanzar el vehículo explosivo", Zubieta respondió:

"ése es un hecho que no valoramos porque no es nuestro problema que los guardias civiles utilicen a los niños como escudos humanos"

Como coautor de este atentado, la Audiencia Nacional condenó a Zubieta el 24 de junio de 1993 a 1.311 años de prisión, al considerarle autor de nueve asesinatos consumados y cuarenta y cuatro asesinatos frustrados. Cumplió condena en la prisión de Monterroso, en Lugo. Fue excarcelado el 20 de noviembre de 2013, tras 22 años en prisión, en virtud de la sentencia del Tribunal Europeo de Derechos Humanos que derogaba la llamada Doctrina Parot.

## Repercusión

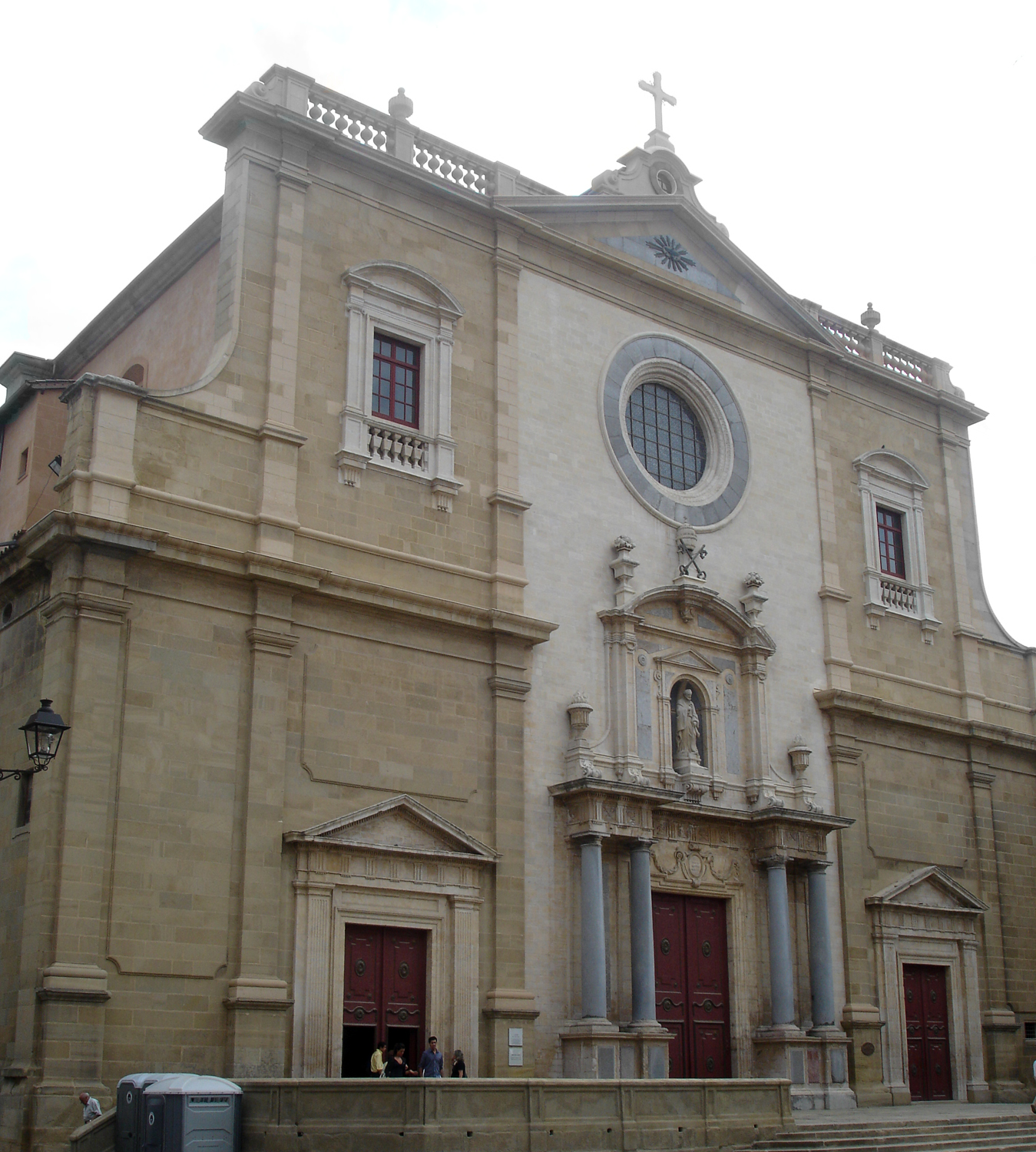
La Catedral de Vic, donde se celebraron los funerales en memoria de los asesinados.

La matanza tuvo una gran repercusión en la opinión pública española, y la condena al atentado fue unánime. Todos los partidos políticos democráticos condenaron el hecho, que supuso la segunda mayor matanza perpetrada por ETA en Cataluña tras el Atentado de Hipercor. El Papa Juan Pablo II envió un telegrama de condolencia condenando el atentado.

### Funerales
Los funerales por las víctimas se celebraron en la Catedral de San Pedro de Vic el día 30 de mayo, en un clima de gran desolación y con la asistencia de varios ministros, del Presidente de la Generalidad, Jordi Pujol y del lendakari, José Antonio Ardanza, que fue increpado por algunos de los asistentes.
Al día siguiente, y convocado por los sindicatos, se produjo en toda Cataluña un paro de cinco minutos en rechazo del atentado
terrorista.

## Derribo del edificio
Los restos del cuartel que quedaron en pie fueron derribados, ya que no tenían ningún aprovechamiento (se trataba solo de la fachada principal) al día siguiente de la masacre.
La asociación de comerciantes del barrio del Remedio en el que estaba ubicado proyectaron la construcción de un aparcamiento en el solar resultante, pero los familiares de las víctimas del atentado solicitaron la ubicación en el lugar de un centro social en recuerdo de las víctimas de la masacre. En 2011 el Ayuntamiento de Vic proyectó la construcción de una biblioteca en el solar cuyas obras se iniciaron en junio de 2019.

## Documental
En 2011, y coincidiendo con el 20º aniversario del atentado, el realizador de Vic David Fontseca grabó el documental Mientras los niños jugaban, para la productora somos.som de la periodista Julia Otero, con imágenes de archivo del suceso y testimonios de algunos de los testigos y víctimas.
El documental fue estrenado por el canal Antena 3 Televisión la noche del 29 de mayo de 2011.